# Kinh tế học kinh doanh
Kinh tế học kinh doanh là một lĩnh vực trong kinh tế học ứng dụng trong đó sử dụng lý thuyết kinh tế và  phương pháp định lượng để phân tích doanh nghiệp và những yếu tố góp phần vào sự đa dạng của cơ cấu tổ chức và mối quan hệ của các công ty với lao động, vốn, và thị trường. Sự tập trung chuyên nghiệp của tạp chí Kinh tế học Kinh doanh đã có thể hiện như là cung cấp "thông tin thực tế cho những người áp dụng kinh tế học trong công việc của họ."

## Vấn đề
Kinh tế học kinh doanh liên quan đến các vấn đề kinh tế và các vấn đề liên quan đến tổ chức, quản lý và chiến lược kinh doanh. Các vấn đề và vấn đề bao gồm: một giải thích về lý do tại sao các công ty doanh nghiệp xuất hiện và tồn tại; tại sao họ mở rộng: theo chiều ngang, chiều dọc và không gian; vai trò của các doanh nhân và tinh thần kinh doanh; ý nghĩa của cấu trúc tổ chức; mối quan hệ giữa các doanh nghiệp với nhân viên, nhà cung cấp vốn, khách hàng, chính phủ; sự tương tác giữa các doanh nghiệp và môi trường kinh doanh.

## Sự mơ hồ trong việc sử dụng thuật ngữ
Thuật ngữ 'kinh tế học kinh doanh' được sử dụng theo nhiều cách khác nhau. Đôi khi nó được sử dụng như đồng nghĩa với kinh tế công nghiệp / tổ chức công nghiệp, kinh tế học quản lý, và kinh tế học cho kinh doanh. Tuy nhiên, có thể có sự khác biệt đáng kể trong việc sử dụng 'kinh tế học kinh doanh' và 'kinh tế quản lý' và thứ hai được sử dụng hẹp hơn. Một quan điểm khác biệt giữa những điều này là kinh tế kinh doanh có phạm vi rộng hơn so với kinh tế công nghiệp vì nó không chỉ liên quan đến "ngành" mà cả các doanh nghiệp trong ngành dịch vụ. Kinh tế cho kinh doanh xem xét các nguyên tắc chính của kinh tế nhưng tập trung vào việc áp dụng các nguyên tắc kinh tế này vào thế giới thực của kinh doanh. Kinh tế học quản lý là việc áp dụng các phương pháp kinh tế trong quá trình ra quyết định quản lý.

## Giải thích từ nhiều trường đại học
Nhiều trường đại học cung cấp các khóa học về kinh tế học kinh doanh và cung cấp một loạt các diễn giải về ý nghĩa của từ. Chương trình Cử nhân Kinh tế học Kinh doanh (BBE) tại Đại học Delhi được thiết kế để đáp ứng nhu cầu ngày càng tăng về cách tiếp cận phân tích và định lượng để giải quyết vấn đề trong thế giới doanh nghiệp đang thay đổi bằng cách áp dụng các kỹ thuật mới nhất phát triển trong các lĩnh vực kinh tế và kinh doanh.
Chương trình tại Đại học Harvard sử dụng các phương pháp kinh tế để phân tích các khía cạnh thực tiễn của kinh doanh, bao gồm quản trị kinh doanh, quản lý và các lĩnh vực liên quan đến kinh tế kinh doanh.
Đại học Miami định nghĩa kinh tế học kinh doanh là việc nghiên cứu cách chúng ta sử dụng các nguồn lực của chúng ta để sản xuất, phân phối và tiêu thụ hàng hoá và dịch vụ. Điều này đòi hỏi các nhà kinh tế học phải phân tích các tổ chức xã hội, ngân hàng, thị trường chứng khoán, chính phủ và các mối quan hệ của họ với các cuộc đàm phán lao động, thuế, thương mại quốc tế và các vấn đề đô thị và môi trường.
Các khóa học tại Đại học Manchester giải thích kinh tế học kinh doanh có liên quan đến phân tích kinh tế về cách các doanh nghiệp đóng góp vào phúc lợi xã hội chứ không phải là phúc lợi của cá nhân hoặc doanh nghiệp. Điều này được thực hiện thông qua việc kiểm tra mối quan hệ giữa quyền sở hữu, kiểm soát và các mục tiêu công ty; lý thuyết về sự tăng trưởng của công ty; lý thuyết hành vi của công ty; lý thuyết về tinh thần kinh doanh; các yếu tố ảnh hưởng đến cấu trúc, cách thực hiện và hiệu suất hoạt động kinh doanh ở cấp ngành.
Các trường đại học ở Ý mượn khái niệm kinh tế học theo truyền thống của Gino Zappa, ví dụ như một khóa học chuẩn tại Politecnico di Milano liên quan đến nghiên cứu quản trị doanh nghiệp, kế toán, phân tích đầu tư,lập ngân sách và chiến lược kinh doanh.
La Trobe University of Melbourne, Australia kết hợp kinh tế học kinh doanh với quá trình cung, cầu và cân bằng phối hợp hành vi của cá nhân và doanh nghiệp trên thị trường. Ngoài ra, kinh tế học mở rộng cho chính sách của chính phủ, các biến số kinh tế và các yếu tố quốc tế ảnh hưởng đến kinh doanh và cạnh tranh.

## Tạp chí
- Kinh doanh kinh Tế: mô Tả và lưu trữ bài-tóm tắt liên kết